# جاستن هارفي سميث
جاستن هارفي سميث (بالإنجليزية: Justin Harvey Smith)‏ هو مؤرخ أمريكي، ولد في 13 يناير 1857 في Boscawen, New Hampshire ‏ في الولايات المتحدة، وتوفي في 21 مارس 1930 في بروكلين في الولايات المتحدة.